# Uloty
Uloty (ros. Улёты) – wieś w Rosji, w Kraju Zabajkalskim, ośrodek administracyjny rejonu ulotowskiego. W 2010 liczyła 6061 mieszkańców.